# متر مکعب

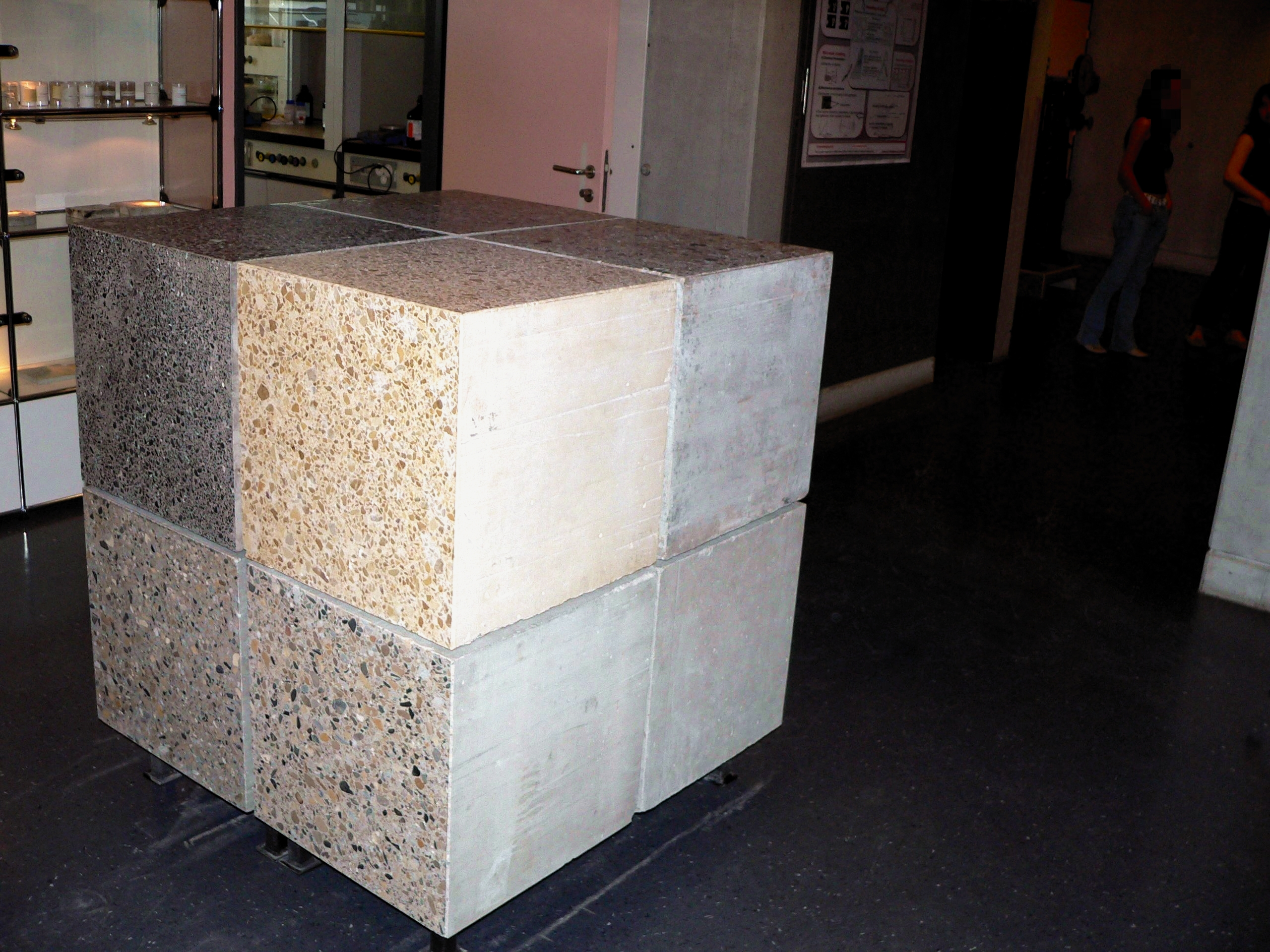
یک متر مکعب بتن (نمایشگر تولید سرانه سالانه بتن در جهان).

متر مکعب با نماد m۳ یکای حجم در سیستم متریک است که دقیقاً برابر است با هزار لیتر یا ۱٬۰۰۰٬۰۰۰ سانتی‌متر مکعب است و تقریباً ۲۶۴٫۱۷ گالون.
کیلولیتر معادل آن است. هر یک متر مکعب، فضایی است که یک مکعب به ابعاد ۱*۱*۱ متر، اشغال می‌کند، و هر لیتر، برابر با حجم یک مکعب به ضلع ۱۰ سانتی متر است.